# Amor Festa Devoção - Ao Vivo
Amor Festa Devoção - Ao Vivo é o segundo álbum ao vivo da cantora brasileira de MPB Maria Bethânia, lançado pela Biscoito Fino em CD, DVD, Blu-ray e download digital, e mostra a Turnê Amor Festa Devoção. 
O show, com direção de Bia Lessa, foi gravado nos dias 12 e 13 de março de 2010, na casa de espetáculos Vivo Rio, Rio de Janeiro, na segunda fase da turnê, sob produção da Sarapuí Produções Artísticas, e direção de André Horta e Lizanne Paulo.
A produção, lançada em 12 de novembro de 2010, ano em que completou 45 anos de carreira, foi dedicada por Bethânia à sua mãe, Dona Canô, e conta ainda, nas verões em DVD e Blu-ray, com documentário inédito, gravado em 2004, que mostra Bethânia e sua mãe indo à Basílica de Aparecida do Norte, onde esta se apresentou, além de depoimentos de fiéis.

## Lançamento
Um digipack duplo, contendo 2 CDs, com o áudio das 36 faixas do espetáculo, foi lançado em 05 de novembro de 2010. No primeiro disco encontram-se as canções do primeiro ato do show, enquanto no segundo as faixas do segundo ato. As versões em DVD e Blu-ray foram lançadas em 12 de novembro daquele mesmo ano. E em 17 de novembro, o áudio da produção foi disponibilizado em download digital, contendo as mesmas faixas encontradas na versão em CD, porém este é vendido como um álbum único e não duplo.

## Lista de faixas

### Edição em DVD e Blu-ray
| N.º            | Título | Compositor(es)                                                                                                  | Duração |  |
| 1.             | "Santa Bárbara"                                                                                               | Roque Ferreira                                                                                                  | 0:42    |  |
| 2.             | "Rosa dos Ventos" (Vinheta) / "Vida"                                                                          | Chico Buarque                                                                                                   | 2:54    |  |
| 3.             | "Olho de Lince" (Texto)                                                                                       | Waly Salomão | 1:04    |  |
| 4.             | "Feita Na Bahia"                                                                                              | Roque Ferreira                                                                                                  | 1:33    |  |
| 5.             | "Coroa do Mar"                                                                                                | Roque Ferreira                                                                                                  | 1:31    |  |
| 6.             | "Encanteria"                                                                                                  | Paulo César Pinheiro                                                                                            | 1:06    |  |
| 7.             | "Linha de Caboclo"                                                                                            | Paulo César Pinheiro e Pedro Amorim                                                                             | 2:20    |  |
| 8.             | "É o Amor Outra Vez"                                                                                          | Dori Caymmi e Paulo César Pinheiro                                                                              | 2:53    |  |
| 9.             | "Tua" | Adriana Calcanhotto                                                                                             | 2:14    |  |
| 10.            | "Fonte" | Saul Barbosa e Jorge Portugal                                                                                   | 2:48    |  |
| 11.            | "Explode Coração"                                                                                             | Gonzaguinha | 1:40    |  |
| 12.            | "Queixa" | Caetano Veloso                                                                                                  | 2:50    |  |
| 13.            | "Você Perdeu"                                                                                                 | Márcio Valverde e Nélio Rosa                                                                                    | 2:46    |  |
| 14.            | "Dama do Cassino"                                                                                             | Caetano Veloso                                                                                                  | 3:10    |  |
| 15.            | "Até o Fim"                                                                                                   | César Mendes e Arnaldo Antunes                                                                                  | 2:10    |  |
| 16.            | "Serenata do Adeus"                                                                                           | Vinicius de Moraes                                                                                              | 2:19    |  |
| 17.            | "Balada de Gisberta"                                                                                          | Pedro Abrunhosa                                                                                                 | 3:18    |  |
| 18.            | "Zanzibar" / "Seará" / "Lia de Itamaracá" / "Desenredo" / "Santo Antônio" / "Fica Mal com Deus" (Intrumental) | Edu Lobo / Jaime Alem / Domínio Público / Dori Caymmi e Paulo César Pinheiro / Hermeto Pascoal / Geraldo Vandré | 6:20    |  |
| 19.            | "Não Identificado"                                                                                            | Caetano Veloso                                                                                                  | 3:23    |  |
| 20.            | "Curare" | Alberto de Castro Simões da Silva                                                                               | 0:38    |  |
| 21.            | "Estrela" | Vander Lee | 2:53    |  |
| 22.            | "Serra da Boa Esperança"                                                                                      | Lamartine Babo                                                                                                  | 2:45    |  |
| 23.            | "Doce Viola"                                                                                                  | Jaime Alem | 1:29    |  |
| 24.            | "Guriatan" | Roque Ferreira                                                                                                  | 1:15    |  |
| 25.            | "Pescaria" | Wilson Ribeiro Pimentel e Conceição Alves                                                                       | 1:56    |  |
| 26.            | "Saudade Dela" / "Ê Senhora" / "Batatinha Rôxa" (Citação) / "A Mão do Amor"                                   | Roberto Mendes e Nizaldo Costa / Vanessa da Mata / Domínio Público, adaptação: Roberto Mendes e Roque Ferreira  | 5:08    |  |
| 27.            | "Saudade" | Chico César e Paulinho Moska                                                                                    | 1:41    |  |
| 28.            | "É o Amor" / "Vai dar Namoro" (Citação)                                                                       | Zezé Di Camargo / Chico Amado e Dedé Badaró                                                                     | 3:02    |  |
| 29.            | "O Nunca Mais"                                                                                                | Roberto Mendes e Capinan                                                                                        | 2:11    |  |
| 30.            | "Bom Dia" | Herivelto Martins                                                                                               | 2:15    |  |
| 31.            | "Andorinha"                                                                                                   | Silvio Caldas                                                                                                   | 1:26    |  |
| 32.            | "Bandeira Branca"                                                                                             | Max Nunes e Laércia Alves                                                                                       | 0:46    |  |
| 33.            | "Domingo" / "Pronta pra Cantar"                                                                               | Roque Ferreira / Caetano Veloso                                                                                 | 1:55    |  |
| 34.            | "O que é, O que é"                                                                                            | Gonzaguinha | 0:35    |  |
| 35.            | "Encanteria"                                                                                                  | Paulo César Pinheiro                                                                                            | 4:04    |  |
| 36.            | "Reconvexo"                                                                                                   | Caetano Veloso                                                                                                  | 5:00    |  |
| Duração total: | Duração total:                                                                                                | Duração total:                                                                                                  | 109:00  |  |

| Extras |                       |                                                 |         |  |
| N.º    | Título                | Compositor(es)                                  | Duração |  |
| 37.    | "Eu Velejava em Você" | Eduardo Dussek e Luiz Carlos Goes               |         |  |
| 38.    | "Sete trovas"         | Consuelo de Paula, Etel Frota e Rubens Nogueira |         |  |
| 39.    | "Magnificat"          |                                                 |         |  |
| 40.    | "Mater Gracie"        | Domínio Público                                 |         |  |
| 41.    | "Oferta de Flores"    | Domínio Público                                 |         |  |
| 42.    | "Romaria"             | Renato Teixeira                                 |         |  |

- Faixas 37 e 38 foram gravadas num palco sem platéia, e até então nunca haviam sido gravadas por Bethânia.
- Faixas 39 a 42 foram gravadas ao vivo na Basílica de Aparecida do Norte.

### Edição em CD edownloaddigital
| Amor Festa Devoção - Ao Vivo CD 1 | | |         |  |
| N.º                               | Título                                                                                              | Compositor(es)                                                                                                  | Duração |  |
| 1.                                | "Santa Bárbara"                                                                                     | Roque Ferreira                                                                                                  | 0:42    |  |
| 2.                                | "Rosa dos Ventos (Vinheta) / Vida"                                                                  | Chico Buarque                                                                                                   | 2:54    |  |
| 3.                                | "Olho de Lince (Texto)"                                                                             | Waly Salomão | 1:04    |  |
| 4.                                | "Feita Na Bahia"                                                                                    | Roque Ferreira                                                                                                  | 1:33    |  |
| 5.                                | "Coroa do Mar"                                                                                      | Roque Ferreira                                                                                                  | 1:31    |  |
| 6.                                | "Encanteria"                                                                                        | Paulo César Pinheiro                                                                                            | 1:06    |  |
| 7.                                | "Linha de Caboclo"                                                                                  | Paulo César Pinheiro e Pedro Amorim                                                                             | 2:20    |  |
| 8.                                | "É o Amor Outra Vez"                                                                                | Dori Caymmi e Paulo César Pinheiro                                                                              | 2:53    |  |
| 9.                                | "Tua"                                                                                               | Adriana Calcanhotto                                                                                             | 2:14    |  |
| 10.                               | "Fonte"                                                                                             | Saul Barbosa e Jorge Portugal                                                                                   | 2:48    |  |
| 11.                               | "Explode Coração"                                                                                   | Gonzaguinha | 1:40    |  |
| 12.                               | "Queixa"                                                                                            | Caetano Veloso                                                                                                  | 2:50    |  |
| 13.                               | "Você Perdeu"                                                                                       | Márcio Valverde e Nélio Rosa                                                                                    | 2:46    |  |
| 14.                               | "Dama do Cassino"                                                                                   | Caetano Veloso                                                                                                  | 3:10    |  |
| 15.                               | "Até o Fim"                                                                                         | César Mendes e Arnaldo Antunes                                                                                  | 2:10    |  |
| 16.                               | "Serenata do Adeus"                                                                                 | Vinicius de Moraes                                                                                              | 2:19    |  |
| 17.                               | "Balada de Gisberta"                                                                                | Pedro Abrunhosa                                                                                                 | 3:18    |  |
| 18.                               | "Zanzibar / Seará / Lia de Itamaracá / Desenredo / Santo Antônio / Fica Mal com Deus" (Intrumental) | Edu Lobo / Jaime Alem / Domínio Público / Dori Caymmi e Paulo César Pinheiro / Hermeto Pascoal / Geraldo Vandré | 6:20    |  |
| Duração total:                    | Duração total:                                                                                      | Duração total:                                                                                                  | 44:03   |  |

| Amor Festa Devoção - Ao Vivo CD 2 |                                                                       | |         |  |
| N.º                               | Título                                                                | Compositor(es)                                                                                                 | Duração |  |
| 1.                                | "Não Identificado"                                                    | Caetano Veloso                                                                                                 | 3:23    |  |
| 2.                                | "Curare"                                                              | Alberto de Castro Simões da Silva                                                                              | 0:38    |  |
| 3.                                | "Estrela"                                                             | Vander Lee | 2:53    |  |
| 4.                                | "Serra da Boa Esperança"                                              | Lamartine Babo                                                                                                 | 2:45    |  |
| 5.                                | "Doce Viola"                                                          | Jaime Alem | 1:29    |  |
| 6.                                | "Guriatan"                                                            | Roque Ferreira                                                                                                 | 1:15    |  |
| 7.                                | "Pescaria"                                                            | Wilson Ribeiro Pimentel e Conceição Alves                                                                      | 1:56    |  |
| 8.                                | "Saudade Dela / Ê Senhora / Batatinha Rôxa (Citação) / A Mão do Amor" | Roberto Mendes e Nizaldo Costa / Vanessa da Mata / Domínio Público, adaptação: Roberto Mendes e Roque Ferreira | 5:08    |  |
| 9.                                | "Saudade"                                                             | Chico César e Paulinho Moska                                                                                   | 1:41    |  |
| 10.                               | "É o Amor / Vai dar Namoro (Citação)"                                 | Zezé Di Camargo / Chico Amado e Dedé Badaró                                                                    | 3:02    |  |
| 11.                               | "O Nunca Mais"                                                        | Roberto Mendes e Capinan                                                                                       | 2:11    |  |
| 12.                               | "Bom Dia"                                                             | Herivelto Martins                                                                                              | 2:15    |  |
| 13.                               | "Andorinha"                                                           | Silvio Caldas                                                                                                  | 1:26    |  |
| 14.                               | "Bandeira Branca"                                                     | Max Nunes e Laércia Alves                                                                                      | 0:46    |  |
| 15.                               | "Domingo / Pronta pra Cantar"                                         | Roque Ferreira / Caetano Veloso                                                                                | 1:55    |  |
| 16.                               | "O que é, O que é"                                                    | Gonzaguinha | 0:35    |  |
| 17.                               | "Encanteria"                                                          | Paulo César Pinheiro                                                                                           | 4:04    |  |
| 18.                               | "Reconvexo"                                                           | Caetano Veloso                                                                                                 | 5:00    |  |
| Duração total:                    | Duração total:                                                        | Duração total:                                                                                                 | 42:37   |  |

- No formato download digital, o álbum é vendido como álbum único e não duplo como na versão em CD.

### Formatos
- CD – Digipak duplo incluindo 2 CDs contendo as 36 faixas do álbum.[2]
- DVD – DVD contendo as 36 faixas do álbum além de documentário e 7 faixas extras "Eu Velejava em Você", "Sete trovas", gravadas num palco sem platéia, "Magnificat", "Mater Gracie", "Oferta de Flores" e "Romaria", gravadas ao vivo na Basílica de Aparecida do Norte.[1]
- Blu-ray – Blu-ray contendo as 36 faixas do álbum além de documentário e 7 faixas extras "Eu Velejava em Você", "Sete trovas", gravadas num palco sem platéia, "Magnificat", "Mater Gracie", "Oferta de Flores" e"Romaria", gravadas ao vivo na Basílica de Aparecida do Norte.[3]
- Download digital – Contém as 36 faixas do lançamento em CD, porém vendido como álbum único.[4]

## Material extra
A edição em DVD e Blu-ray traz como material extra, além das 36 faixas encontradas na edição em CD, um documentário inédito que registra uma viagem e apresentação de Bethânia à Basílica de Aparecida do Norte, no dia 12 de outubro de 2004, acompanhando sua mãe devota. 
A gravação conta com depoimentos de fiéis e romeiros e 7 interpretações feitas por Bethânia na Basílica. Esta canta "Romaria", de Renato Teixeira, à multidão que compareceu à celebração da padroeira do Brasil, além de "Eu Velejava em Você", de Eduardo Dussek e Luiz Carlos Góes, e "Sete Trovas", de Consuelo de Paula, Etel Frota e Rubens Nogueira, gravadas no palco sem plateia.